# Wspólnota administracyjna Teichel
Wspólnota administracyjna Teichel (niem. Verwaltungsgemeinschaft Teichel) – dawna wspólnota administracyjna w Niemczech, w kraju związkowym Turyngia, w powiecie Saalfeld-Rudolstadt. Siedziba wspólnoty znajdowała się w mieście Teichel. Powstała 1 lipca 1991.
Wspólnota administracyjna zrzeszała osiem gmin, w tym jedną gminę miejską (Stadt) oraz siedem gmin wiejskich (Gemeinde):
1. Ammelstädt
2. Geitersdorf
3. Haufeld
4. Milbitz
5. Neckeroda
6. Teichel, miasto
7. Teichröda
8. Treppendorf

1 stycznia 1997 wspólnota została rozwiązana. Miasto Teichel oraz gminy Ammelstädt, Geitersdorf, Haufeld, Milbitz, Teichröda i Treppendorf zostały przyłączone do nowo powstałego miasta Remda-Teichel. Gmina Neckeroda została przyłączona do miasta Blankenhain w powiecie Weimarer Land i tym samym stała się jego dzielnicą.